# Jolly Jackers
A Jolly Jackers 2013-ban Dunaújvárosban alakult, budapesti székhelyű, folk punk zenét játszó magyar zenekar.

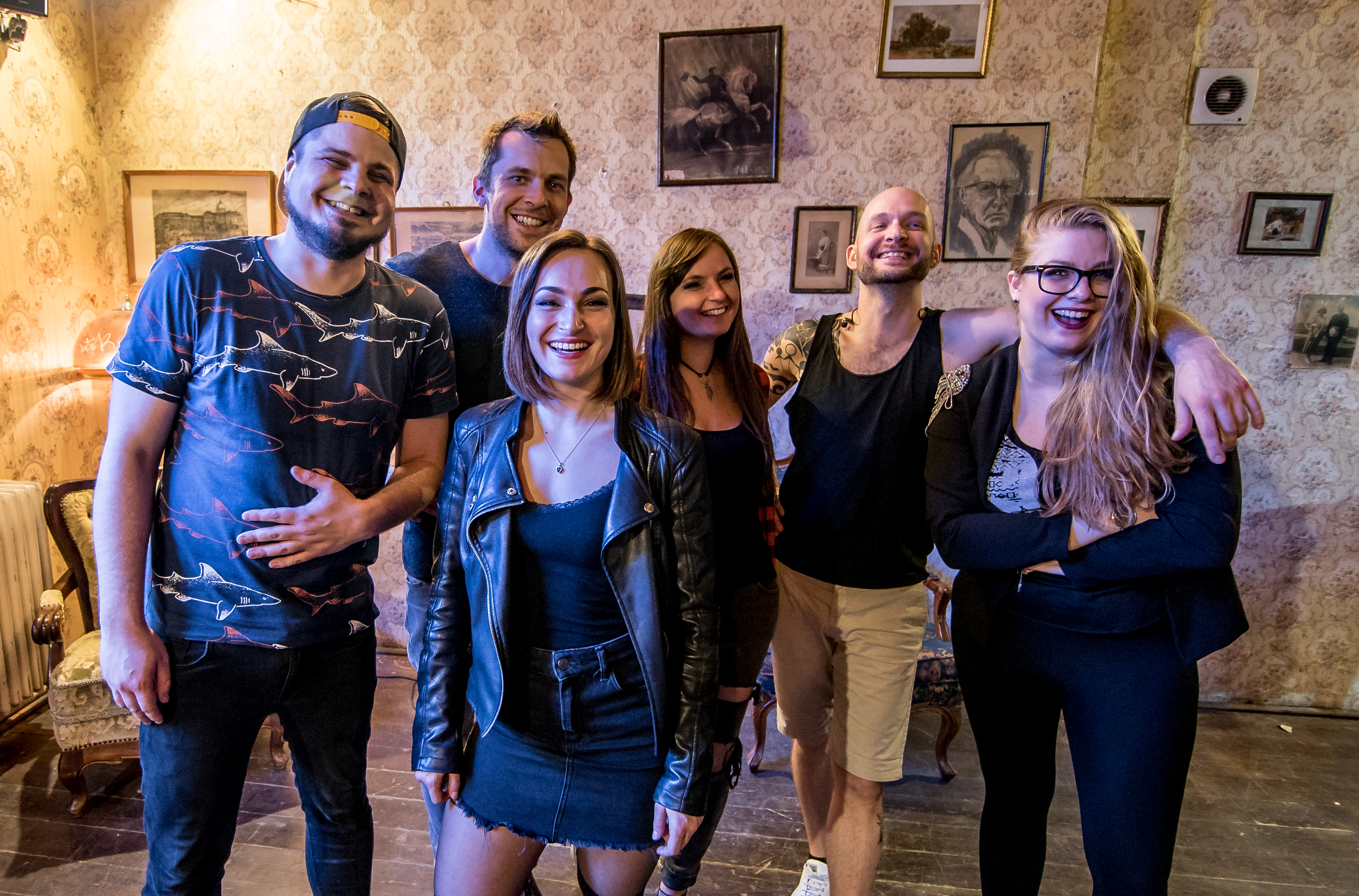
Fotó: Lerch Péter

## Tagok
- Bálint: ének
- Csenge: hegedű, vokál
- Enéh: basszusgitár, vokál
- Márk: gitár, vokál
- Rea: fuvola, ír furulya, vokál
- Viktor: dob[2]

## Diszkográfia
- Call the Captain (2014)
- Sobriety (2015)[3]
- Blood, Sweat and Beer (2017)
- Out of the Blue (2018)
- Born Again (2019)[4]